# América FC (RN)
América Futebol Clube, eller enbart América eller América de Natal, är en fotbollsklubb från Natal i delstaten Rio Grande do Norte i Brasilien. Klubben grundades den 14 juli 1915 och spelar med rödvita dräkter. Klubben har vunnit Campeonato Potiguar vid ett flertal tillfällen, per 2011 innebar det 32 mästerskapssegrar. Den största rivalen till América är ABC, som också är från Natal. América FC (RN) är den fotbollsklubb som är rankad som näst bäst av klubbarna från Rio Grande do Norte i Confederação Brasileira de Futebol's nationella klubbrankning.